# Sorelle (album)
Sorelle è una raccolta di brani dal vivo estratti dagli album Decisamente Loredana di Loredana Bertè (i primi sette) e Semplicemente Mimì di Mia Martini (i rimanenti sei), pubblicata il 20 settembre, giorno di nascita delle due cantanti, del 1999.

## Tracce
1. E la luna bussò (Loredana Bertè)
2. Il mare d'inverno (Loredana Bertè)
3. Ninna nanna (Loredana Bertè)
4. Dedicato (Loredana Bertè)
5. Non sono una signora (Loredana Bertè)
6. Sei bellissima (Loredana Bertè)
7. In alto mare (Loredana Bertè con Renato Zero)
8. Almeno tu nell'universo (Mia Martini)
9. La donna cannone (Mia Martini)
10. E non finisce mica il cielo (Mia Martini)
11. Gli uomini non cambiano (Mia Martini)
12. La nevicata del 56 (Mia Martini)
13. Medley: Minuetto, Donna sola, Piccolo uomo, Per amarti (Mia Martini)